# Canton de Beaufort (Jura)
Pour les articles homonymes, voir Canton de Beaufort et Beaufort.
Le canton de Beaufort est une ancienne division administrative française, située dans le département du Jura et la région Franche-Comté.

## Composition
Le canton de Beaufort regroupait les dix-huit communes suivantes :
| Nom                    | Code Insee | Intercommunalité                           | Superficie (km2) | Population (dernière pop. légale) | Densité (hab./km2) |
| ---------------------- | ---------- | ------------------------------------------ | ---------------- | --------------------------------- | ------------------ |
| Beaufort (chef-lieu)   | 39043      | CC Porte du Jura                           | 13,11            | 1 098 (2014)                      | 84                 |
| Augea                  | 39025      | CC Porte du Jura                           | 7,52             | 294 (2014)                        | 39                 |
| Augisey                | 39027      | CC Porte du Jura                           | 9,29             | 215 (2014)                        | 23                 |
| Bonnaud                | 39064      | CC du Sud Revermont                        | 1,65             | 51 (2014)                         | 31                 |
| Cesancey               | 39088      | CA Espace communautaire Lons Agglomération | 5,12             | 398 (2014)                        | 78                 |
| Cousance               | 39173      | CC Porte du Jura                           | 6,39             | 1 289 (2014)                      | 202                |
| Cuisia                 | 39185      | CC Porte du Jura                           | 10,16            | 395 (2014)                        | 39                 |
| Gizia                  | 39255      | CC Porte du Jura                           | 7,35             | 239 (2014)                        | 33                 |
| Grusse                 | 39264      | CC du Sud Revermont                        | 3,25             | 187 (2014)                        | 58                 |
| Mallerey               | 39309      | CC du Sud Revermont                        | 2,90             | 67 (2014)                         | 23                 |
| Maynal                 | 39320      | CC Porte du Jura                           | 8,14             | 348 (2014)                        | 43                 |
| Orbagna                | 39395      | CC Porte du Jura                           | 4,11             | 216 (2014)                        | 53                 |
| Rosay                  | 39466      | CC Porte du Jura                           | 9,93             | 126 (2014)                        | 13                 |
| Rotalier               | 39467      | CC Porte du Jura                           | 4,07             | 174 (2014)                        | 43                 |
| Sainte-Agnès           | 39474      | CC Porte du Jura                           | 4,08             | 355 (2014)                        | 87                 |
| Saint-Laurent-la-Roche | 39488      | CC du Sud Revermont                        | 11,13            | 339 (2014)                        | 30                 |
| Vercia                 | 39549      | CC du Sud Revermont                        | 4,06             | 308 (2014)                        | 76                 |
| Vincelles              | 39576      | CC du Sud Revermont                        | 6,29             | 381 (2014)                        | 61                 |

## Histoire

### Conseillers d'arrondissement (de 1833 à 1940)
| Période                                  | Période | Identité                          | Étiquette   | Qualité |
| ---------------------------------------- | ------- | --------------------------------- | ----------- | --- |
| 1833                                     | 1836    | Baron Antoine Joseph Secrétan     |             | Colonel de la Garde nationale en retraite à Lons-le-Saunier, propriétaire du château de Grusse              |
| 1836                                     | 1839    | M. de Thoisy                      |             | Propriétaire à Gizia                                                                                        |
| 1839                                     | 1845    | M. Lautrey                        |             | Médecin à Cousance                                                                                          |
| 1845                                     | 1848    | M. de Thoisy                      |             | Ancien officier, propriétaire à Gizia                                                                       |
|                                          |         |                                   |             | |
| 1895                                     |         | Valéry Cuisiat                    | Républicain | Propriétaire à Maynal, Président du Conseil d'arrondissement                                                |
|                                          |         |                                   |             | |
| 1919                                     | 1922    | Alphonse Humbert                  | Libéral     | Viticulteur, maire de Maynal                                                                                |
| 1922                                     | 1928    | Paul Jouffroy                     | Rad.        | Ancien caporal de zouaves, propriétaire à Orbagna                                                           |
| 1928                                     | 1940    | Henri-Élisé Gandillet (1865-1954) | Rad.        | Maire d'Augea                                                                                               |
| 1940                                     |         |                                   |             | Les conseils d'arrondissement ont été suspendus par la loi du 12 octobre 1940 et n'ont jamais été réactivés |
| Les données manquantes sont à compléter. |         |                                   |             | |

### Conseillers généraux de 1833 à 2015
| Période              | Identité                                      | Parti                 | Qualité |
| -------------------- | --------------------------------------------- | --------------------- | --- |
| 1833-1848            | Désiré-Adrien Gréa                            | Opposition Droite     | Avocat à Lons-le-Saulnier, propriétaire Député du Doubs (1828-1834) Député du Jura (1848-1849)                                        |
| 1848-1856 (décès)    | Gabriel-Joseph Oudet                          |                       | Président honoraire à la Cour de Dijon                                                                                                |
| 1856-1871            | Comte Joseph Antoine Albert de Lezay-Marnésia |                       | Peintre Chambellan de l'Impératrice Eugénie                                                                                           |
| 1871-1885 (décès)    | Louis-Antoine Guyennot                        | Républicain puis Rad. | Ancien Président du Tribunal de commerce de Lons-le-Saunier Propriétaire à Beaufort                                                   |
| 1885-1895            | Edouard Guyennot                              | Rad.                  | Propriétaire à Beaufort |
| 1895-1916 (décès)    | Georges Trouillot                             | Rad.                  | Avocat à Lons-le-Saunier Député (1889-1906) - Sénateur (1906-1916) Ministre (entre 1898 et 1910) Président du Conseil Général         |
| 1916-1919            | siège vacant                                  |                       | |
| 1919-1937            | Léon Pernot                                   | Rad.                  | Notaire à Beaufort |
| 1937-1940 (suspendu) | Marius Rodot (1900-1962)                      | SFIO                  | Cultivateur et artisan à Vincelles Suspendu par le Gouvernement de Vichy                                                              |
|                      |                                               |                       | |
| 1945-1961            | Marius Rodot                                  | SFIO                  | Cultivateur et artisan à Vincelles, ancien résistant (chef du réseau Armée Secrète) Président de la Chambre d'agriculture (1952-1956) |
| 1961-1973            | Henry de Boissieu Déan de Ligne (1914-2015)   | DVD                   | Viticulteur (château Gréa) Maire de Rotalier (1965-1977)                                                                              |
| 1973-1992            | Georges Vaillat                               | PS                    | Maire de Vincelles |
| 1992-1998            | Roger Boudet (1924-2006)                      | RPR                   | Maire de Cousance jusqu'en 1996 |
| 1998-2004            | Isabelle Mézières                             | DVG                   | Directrice du CFA de Montmorot |
| 2004-2015            | Fernand Fournier                              | DVG puis PS           | Enseignant, maire de Vercia Vice-président du Conseil général                                                                         |

## Démographie
| 1962 | 1968  | 1975  | 1982  | 1990  | 1999  | 2009  |
| ---- | ----- | ----- | ----- | ----- | ----- | ----- |
| -    | 5 537 | 5 401 | 5 700 | 5 784 | 5 814 | 6 132 |